# وارویک گیتارز
وارویک گیتارز (انگلیسی: Warwick) شرکت تجهیزات موسیقی آلمانی است، که در سال ۱۹۸۲ تأسیس شد.